# لتو (فلوریدا)
لتو (به انگلیسی: Leto) یک منطقهٔ مسکونی در ایالات متحده آمریکا است که در شهرستان هیلزبرو، فلوریدا قرار دارد.